# Ред-Дог-Майн (Аляска)
Ред-Дог-Майн (англ. Red Dog Mine) — переписна місцевість (CDP) в США, в окрузі Нортвест-Арктик штату Аляска. Населення — 5 осіб (2020).

## Географія
Ред-Дог-Майн розташований за координатами 68°3′52″ пн. ш. 162°52′1″ зх. д. / 68.06444° пн. ш. 162.86694° зх. д. (68.064411, -162.866869).  За даними Бюро перепису населення США в 2010 році переписна місцевість мала площу 178,34 км², уся площа — суходіл.

### Клімат
| Клімат : Ред-Дог-Майн   | Клімат : Ред-Дог-Майн | Клімат : Ред-Дог-Майн | Клімат : Ред-Дог-Майн | Клімат : Ред-Дог-Майн | Клімат : Ред-Дог-Майн | Клімат : Ред-Дог-Майн | Клімат : Ред-Дог-Майн | Клімат : Ред-Дог-Майн | Клімат : Ред-Дог-Майн | Клімат : Ред-Дог-Майн | Клімат : Ред-Дог-Майн | Клімат : Ред-Дог-Майн | Клімат : Ред-Дог-Майн |
| Показник                | Січ.                  | Лют.                  | Бер.                  | Квіт.                 | Трав.                 | Черв.                 | Лип.                  | Серп.                 | Вер.                  | Жовт.                 | Лист.                 | Груд.                 | Рік                   |
| Абсолютний максимум, °C | 8,3                   | 3,3                   | 2,8                   | 11,1                  | 26,7                  | 30,6                  | 29,4                  | 24,4                  | 18,3                  | 15,6                  | 5,0                   | 2,8                   | 30,6                  |
| Середній максимум, °C   | −10,7                 | −9,5                  | −10,4                 | −2,9                  | 6,8                   | 16,1                  | 16,3                  | 12,9                  | 7,6                   | −0,3                  | −7,8                  | −11,4                 | 0,6                   |
| Середня температура, °C | −14,1                 | −13,3                 | −14,1                 | −6,7                  | 2,6                   | 10,5                  | 11,7                  | 9,0                   | 3,9                   | −3,1                  | −10,8                 | −14,8                 | −3,2                  |
| Середній мінімум, °C    | −17,6                 | −17,1                 | −17,8                 | −10,4                 | −1,7                  | 4,9                   | 7,2                   | 5,1                   | 0,3                   | −5,8                  | −13,7                 | −18,1                 | −7                    |
| Абсолютний мінімум, °C  | −40,6                 | −41,7                 | −31,1                 | −23,9                 | −18,3                 | −5                    | −2,2                  | −6,1                  | −10,6                 | −17,2                 | −28,3                 | −33,3                 | −41,7                 |
| Норма опадів, мм        | 51                    | 27                    | 25                    | 8                     | 40                    | 37                    | 97                    | 132                   | 62                    | 40                    | 23                    | 27                    | 569                   |
| ----------------------- | --------------------- | --------------------- | --------------------- | --------------------- | --------------------- | --------------------- | --------------------- | --------------------- | --------------------- | --------------------- | --------------------- | --------------------- | --------------------- |
| Джерело:                |                       |                       |                       |                       |                       |                       |                       |                       |                       |                       |                       |                       |                       |

## Демографія
Згідно з переписом 2010 року, у переписній місцевості мешкало 309 осіб у 0 домогосподарствах у складі 0 родин. Густота населення становила 2 особи/км².  Було 0 помешкань (0/км²).
Расовий склад населення:
| - 50,8 % — корінних американців - 41,4 % — білих - 0,3 % — азіатів - 1,6 % — осіб інших рас |

До двох чи більше рас належало 5,8 %. Частка іспаномовних становила 2,6 % від усіх жителів.
За віковим діапазоном населення розподілялося таким чином: 0,0 % — особи молодші 18 років, 98,7 % — особи у віці 18—64 років, 1,3 % — особи у віці 65 років та старші. Медіана віку мешканця становила 43,9 року. На 100 осіб жіночої статі у переписній місцевості припадало 758,3 чоловіків;  на 100 жінок у віці від 18 років та старших — 758,3 чоловіків також старших 18 років.
Цивільне працевлаштоване населення становило 81 особа. Основні галузі зайнятості: сільське господарство, лісництво, риболовля — 49,4 %, виробництво — 19,8 %, будівництво — 11,1 %, оптова торгівля — 9,9 %.